# العلاقات الجيبوتية القطرية
العلاقات الجيبوتية القطرية هي العلاقات الثنائية التي تجمع بين جيبوتي وقطر.

## مقارنة بين البلدين
هذه مقارنة عامة ومرجعية للدولتين:
| وجه المقارنة                                              | جيبوتي                    | قطر           |
| --------------------------------------------------------- | ------------------------- | ------------- |
| المساحة (كم2)                                             | 23.20 ألف                 | 11.44 ألف     |
| عدد السكان (نسمة)                                         | 956.99 ألف                | 2.64 مليون    |
| الكثافة السكانية (ن./كم²)                                 | 41.25                     | 230.77        |
| العاصمة                                                   | جيبوتي                    | الدوحة        |
| اللغة الرسمية                                             | لغة فرنسية، اللغة العربية | اللغة العربية |
| العملة                                                    | فرنك جيبوتي               | ريال قطري     |
| الناتج المحلي الإجمالي (بليون دولار)                      | 1.84 مليار                | 167.61 مليار  |
| الناتج المحلي الإجمالي (تعادل القوة الشرائية) بليون دولار | 3.10 مليار                | 316.40 مليار  |
| الناتج المحلي الإجمالي الاسمي للفرد دولار أمريكي          | 1.95 ألف                  | 73.65 ألف     |
| الناتج المحلي الإجمالي للفرد دولار أمريكي                 | 3.27 ألف                  | 141.54 ألف    |
| مؤشر التنمية البشرية                                      | 0.470                     | 0.850         |
| رمز المكالمات الدولي                                      | +253                      | +974          |
| رمز الإنترنت                                              | .dj                       | .qa           |
| المنطقة الزمنية                                           | ت ع م+03:00               | ت ع م+03:00   |

## منظمات دولية مشتركة
يشترك البلدان في عضوية مجموعة من المنظمات الدولية، منها:
| علم المنظمة | اسم المنظمة                                 | تاريخ انضمام جيبوتي | تاريخ انضمام قطر |
| ----------- | ------------------------------------------- | ------------------- | ---------------- |
|             | الصندوق العربي للإنماء الاقتصادي والاجتماعي | ?                   | ?                |
|             | يونسكو                                      | 31 أغسطس 1989       | 27 يناير 1972    |
|             | وكالة ضمان الاستثمار متعدد الأطراف          | 12 يناير 2007       | 22 أكتوبر 1996   |
|             | الأمم المتحدة                               | 20 سبتمبر 1977      | 21 سبتمبر 1971   |
|             | الاتحاد البريدي العالمي                     | ?                   | ?                |
|             | جامعة الدول العربية                         | 4 سبتمبر 1977       | 11 سبتمبر 1971   |
|             | صندوق النقد العربي                          | ?                   | ?                |
|             | البنك الدولي للإنشاء والتعمير               | 1 أكتوبر 1980       | 25 سبتمبر 1972   |
|             | منظمة التعاون الإسلامي                      | ?                   | ?                |
|             | منظمة حظر الأسلحة الكيميائية                | ?                   | ?                |
|             | الاتحاد الدولي للاتصالات                    | 22 نوفمبر 1977      | 27 مارس 1973     |
|             | مؤسسة التمويل الدولية                       | 1 أكتوبر 1980       | 11 أكتوبر 2008   |
|             | منظمة التجارة العالمية                      | ?                   | ?                |
|             | منظمة الشرطة الجنائية الدولية               | ?                   | ?                |

## أعلام
هذه قائمة لبعض الشخصيات التي تربطها علاقات بالبلدين:
- عبد الرحمن بن حمد العطية (سياسي قطري، 15 أبريل 1950 – )

## وصلات خارجية
- موقع وزارة الخارجية القطرية